# Star Wars: Shadows of the Empire (videojuego)
Star Wars: Shadows of the Empire (Star Wars: Sombras del Imperio en español) es un videojuego de disparos en tercera persona desarrollado en 1996, por LucasArts. Fue uno de los primeros juegos disponibles para la consola Nintendo 64, con más de un millón de copias vendidas en 1997. Una versión para la plataforma Windows 95 fue lanzada un año más tarde. El juego fue relanzado para sistemas Windows el 3 de mayo de 2016, a través del servicio de venta de videojuegos GOG.com. Este relanzamiento permite que el videojuego se reproduzca correctamente en sistemas Windows de 64 bits.
En el juego, el jugador toma el control del mercenario Dash Rendar, en su esfuerzo por ayudar a Luke Skywalker y rescatar a la princesa Leia de las garras del príncipe Xizor. Forma parte del proyecto multimedia Star Wars: Sombras del Imperio y la historia se desarrolla entre los eventos de The Empire Strikes Back y Return of the Jedi. Shadows of the Empire fue el tercer juego con mayor número de ventas del Nintendo 64 en 1997, con más de un millón de copias vendidas. Recibió comentarios de mixtos a positivos de parte de los críticos.

## Juego
Star Wars: Shadows of the Empire se juega principalmente como un videojuego de disparos en tercera persona. El jugador controla a Dash Rendar, protagonista del juego. Rendar puede usar un bláster que se recarga después de cada disparo, y también puede recoger municiones adicionales que le proporcionan otras propiedades al arma. En los niveles más avanzados del juego, Rendar adquiere una mochila propulsora que puede utilizar para cruzar grandes brechas. El personaje tiene un estado de salud limitado que se puede reponer con ítems de salud ubicados a lo largo del juego. El jugador recibe una cantidad finita de vidas para completar el juego. Se pueden adquirir vidas adicionales, sin embargo, si el jugador termina sus vidas aparecerá una secuencia de game over. Cada nivel es cronometrado y se pueden recolectar challenge points (algunos realizando acciones específicas, otros a simple vista, y otros más ocultos o en lugares de difícil acceso), para desbloquear diferentes recompensas.
El juego incluye otros elementos diferentes a un shooter. En el primer nivel del juego el jugador controla a Rendar mientras pilota un snowspeeder defendiendo la base Rebelde en Hoth.
Aparecen también batallas en 360 grados donde el jugador controla la torreta giratoria de la nave del protagonista, la Outrider. En estos niveles, el jugador tiene la encomienda de destruir un número específico de naves enemigas. En otro nivel, el jugador controla al protagonista durante una secuencia de persecución a alta velocidad montado en una swoop bike, que es una especie de motocicleta flotante parecida a una chopper. En esta secuencia, el jugador debe controlar la swoop y eliminar a una pandilla enemiga antes de que lleguen a su destino.

## Historia
El juego está dividido en cuatro capítulos. «Parte I: Escape from Echo Base»: comienza poco antes de la batalla de Hoth, con Dash Rendar y su droide copiloto Leebo aterrizando en la base Eco para entregar suministros. Tras conversar brevemente con Han Solo, quien le consiguió un puesto en el escuadrón Rogue, Dash vuela a la batalla, pero regresa a la base Eco cuando el generador del escudo es destruido y justo en el momento en que el Halcón Milenario escapa de la base. Dash se ve obligado a atravesar la base buscando llegar a su nave, la Outrider. En su camino, debe abrirse paso entre varios wampas, una legión de snowtroopers, algunos droides sonda imperiales, y tras conseguir derrotar a un AT-ST, llega con Leebo a la Outrider, logrando escapar a través del campo de asteroides.
«Parte II: In Search of Boba Fett»: comienza después del final de El Imperio Contraataca, con Dash siguiendo el rastro de Boba Fett, para rescatar a Han Solo. Dash persigue y confronta al droide asesino IG-88, quien se encuentra en Ord Mantell reparando su nave tras una batalla previa con Boba Fett. Antes de ser destruido, el droide le revela a Dash que Fett se oculta en una luna del planeta Gall. Dash encuentra a Boba Fett, y daña su nave, el Slave I, sin embargo Fett logra escapar.
«Parte III: Hunting the Assassins»: creyendo que el Emperador le permitirá ocupar el lugar de Vader si Skywalker muere, el príncipe Xizor le ordena a Jabba el Hutt asesinar a Luke. Jabba envía a un grupo de swoop troopers al antiguo hogar de Obi-Wan Kenobi, donde Luke practica sus habilidades Jedi. Dash corre contra ellos en localidades como Mos Eisley y el cañón del Mendigo, y tras conseguir eliminar a todos los miembros de la pandilla, logra llegar al hogar de Kenobi. Ahí, Luke le informa a Dash sobre los planos secretos de la segunda Estrella de la Muerte ocultos en una súper computadora a bordo del carguero imperial Suprosa. Dash irrumpe en la nave y tras enfrentar a un droide de carga en el hangar principal, consigue robar la computadora.
«Parte IV: Lair of the Dark Prince»: empieza con Luke, Lando Calrissian, Chewbacca y Dash infiltrándose en el palacio de Xizor, en Coruscant, para rescatar a la princesa Leia, a quien Xizor mantiene cautiva. Dash entra al palacio a través del drenaje, donde pelea contra un gigantesco dianoga. Ya en el palacio, Dash coloca detonadores termales para destruir el lugar antes de que Xizor active al droide Gladiador, que Dash destruye sin dificultad. Una vez que su droide es derrotado, Xizor huye a su base espacial Skyhook. Las fuerzas de Xizor entran en combate contra la Rebelión, pero en medio de la batalla llega un destructor Imperial. La batalla da un giro cuando el destructor ataca a las fuerzas de Xizor. Utilizando la distracción, Dash elimina las defensas exteriores de la Skyhook y vuela al interior de la estación, destruyendo su núcleo. Dash es dado por muerto en la explosión, junto con Xizor.
En una breve escena antes de los créditos, Luke y Leia, en Tatooine, lamentan la muerte de Dash. Si el juego es completado en las dificultades media, difícil o Jedi, esta escena continúa con Dash y Leebo, quienes consiguieron realizar un salto al hiperespacio antes de la explosión. Leebo cuestiona la decisión de Dash de fingir su muerte en la destrucción de la Skyhook, a lo que Dash responde: «Es bueno ser recordado como un mártir sin estar realmente muerto, ¿no crees?»

## Desarrollo y producción
El desarrollo del proyecto Shadows of the Empire comenzó a finales de 1994, con la idea de crear una historia paralela a las películas. Después de que los personajes principales de las películas fueran descartados como protagonistas del nuevo juego, los desarrolladores tuvieron mayor libertad con la historia: 6–7  que construyeron alrededor de un personaje menor de la novela, Dash Rendar. Rendar es un personaje con muchas similitudes a Han Solo, incluyendo su nave, la Outrider, que guarda cierta semejanza con la nave de Solo, el Halcón Milenario.
Se le atribuye la idea del concepto Shadows of the Empire a Jon Knoles, quien fuera Artista Sénior del juego, animador, y que previamente había trabajado en otros juegos de LucasArts para computadora y la consola SNES; así como de haber colocado la historia entre los sucesos de The Empire Strikes Back y Return of the Jedi.: 13 
LucasArts usó el editor de niveles Jedi Engine, previamente utilizado en otros juegos como Star Wars: Dark Forces y Outlaws, para generar los ambientes en tercera dimensión del juego. El juego fue programado en lenguaje C. En un inicio se planearon 19 niveles para el juego, posteriormente la revista Nintendo Power reportó una reducción a 12 niveles, y el lanzamiento final contó con 10 niveles.
La decisión de LucasArts en ser uno de los primeros desarrolladores en adoptar la consola Nintendo 64, se debió a que los líderes de la compañía creían que era una oportunidad de altos ingresos en el mercado de las consolas. Cuando comenzó el trabajo en el juego, ni Silicon Graphics (SGI), ni Nintendo habían finalizado el hardware de la consola. Debido a esto, SGI aproximó el perfil de rendimiento y de funcionalidad de la consola utilizando una súpercomputadora Onyx de SGI. con un subsistema de gráficos RealityEngine2 con intérprete 3D API — la arquitectura que inspiró originalmente el diseño de SGI de la Nintendo 64. Dos desarrolladores de LucasArts ya tenían una alta experiencia con la plataforma SGI, lo que facilitó la creación de prototipos del juego durante aproximadamente 18 meses, hasta que el hardware de la Nintendo 64 fue completado. Finalmente, se lanzaron tarjetas de hardware de Nintendo 64 para estaciones de trabajo SGI Indy, y se las entregaron al equipo de desarrollo para que reemplazaran el perfil de software basado en Onyx. Debido a la experiencia en SGI del equipo y la herencia de diseño de Onyx de Nintendo 64, trasladaron el juego a la consola en tres días y continuaron con el desarrollo en Indy, mientras seguían realizando grandes cálculos de ambiente previos en Onyx. Para un prototipo de mando con el que probar el juego, se entregó un mando de SNES modificado con un primitivo joystick analógico y gatillo Z, diseñado por Konami. Para mantener el máximo secreto bajo un estricto acuerdo de confidencialidad, al equipo central no se le permitió hablar con nadie más sobre el hardware o el proyecto, y el prototipo del controlador se ocultó dentro de una caja de cartón en la que los miembros del equipo podían colocar sus manos.
Mientras se encontraba en etapa de producción, Shigeru Miyamoto, Director Sénior de Marketing de Nintendo, sugirió durante una revisión a una primera versión del juego, que el personaje Dash debía tener más movimientos. Propuso que Rendar se mostrara inquieto mientras esperaba a que el jugador lo controlara, y que tuviera más movimientos cuando sujetara sus armas.: 50  La captura de movimientos fue hecha por la compañía hermana de LucasArtas, Industrial Light & Magic (ILM). Las animaciones grabadas resultaron inútiles, y los animadores tuvieron que rehacerlas utilizando fotogramas clave; usaron el software PowerAnimator para este proceso. Para la música comenzaron usando secuencias en sistema MIDI similares a la música original del compositor John Williams. El equipo sintió que estas secuencias no capturaban la esencia de la música, así que usaron muestras digitales de la música original. Como parte del proyecto multimedia de Shadows of the Empire, Joel McNeely compuso un soundtrack completo, interpretado por la Royal Scottish National Orchestra. Fragmentos de este soundtrack fueron usados en todas las versiones del juego, con la versión de Windows incluyendo muchas de las melodías completas. Debido al espacio mínimo del cartucho, los desarrolladores tuvieron que remuestrear la música de 16 bits a 11 kHz en monoaural. Después de algunas discusiones, Nintendo aceptó aumentar el espacio del cartucho de 8 Mb a 12 Mb, dándole a los programadores suficiente espacio para poner 15 minutos de música en el cartucho. El juego fue único entre otros títulos de Nintendo 64 por usar una banda sonora original, en lugar de música sintetizada como en Star Wars: Rogue Squadron. El actor de voz, John Cygan, le da voz al protagonista del juego, Dash Rendar. Cygan repite su papel en Star Wars: X-Wing Alliance. Tom Kane le da voz al androide Leebo. La voz de Luke Skywalker es interpretada por Bob Bergen, doble de voz oficial de Mark Hamill. Nick Tate le da voz al príncipe Xizor, principal antagonista del juego.
Después de que la demostración del juego en la Electronic Entertainment Expo de 1996 recibiera reacciones mixtas, LucasArts canceló los planes que tenían para que el juego fuera un título de lanzamiento conjunto a la consola Nintendo 64 en Norteamérica, posponiendo el lanzamiento hasta diciembre de ese año, para que el equipo de producción tuviera unos meses más para pulir el juego. Shadows of the Empire fue lanzado el 3 de diciembre de 1996 para el Nintendo 64, tres meses después del lanzamiento de la consola. Una versión para Windows 95 fue lanzada el 17 de septiembre de 1997. Como las computadoras eran más poderosas, y la arquitectura de 64 bits se volvió más común, el juego comenzó a tener problemas ejecutándose en ese sistema. Tomando esto en cuenta, el juego fue relanzado para los sistemas Windows actuales el 3 de mayo de 2016, a través del servicio de venta de videojuegos GOG.com. Esta nueva versión permite que el juego se ejecute correctamente en versiones de Windows de 64 bits.

## Lanzamiento y recepción
Con el desarrollador reportando más de un millón de copias vendidas en 1997, Shadows of the Empire se convirtió en el tercer juego más vendido del Nintendo 64 de ese año (de septiembre de 1996 a agosto de 1997). Recibió críticas mixtas por parte de la prensa. El comentario más común sobre el juego fue que la batalla inicial de Hoth era sobresaliente, mientras que el resto de los niveles era mediocre. Algunos críticos especificaron que a pesar de que los diferentes estilos de juego representados le daban al juego mayor variedad, ninguno de ellos ofrecía novedad ni estaban bien ejecutados. Los escenarios de disparos en primera persona (que representan la mayor parte del juego) generaron la crítica más fuerte, con reseñas que describen controles deficientes y ángulos de cámara que generan una vista cortada muy limitada o bloquean las acciones de Dash con su propio cuerpo. Los críticos elogiaron los gráficos poligonales del juego por ser lo suficientemente convincentes como para afectar el estado anímico del jugador.
El crítico de la revista Next Generation recalcó que el formato en cartucho era insuficiente para un juego del tipo de Shadows of the Empire, señalando varios problemas, como por ejemplo, la falta de fluidez en el agua del drenaje, y el frecuente bucle de la música; cosas que pudieron haberse resuelto fácilmente con la mayor capacidad de almacenamiento de un CD. También criticó el modo de juego multigénero, diciendo que el juego era especialmente decepcionante a la luz de su gran potencial. Doug Perry, de IGN, dijo de manera similar que "nos decepcionó una y otra vez el terrible control del juego, su modo de juego mediocre, y tener el conocimiento general de que una vez que lo terminaste, sabías que los desarrolladores de LucasArts pudieron haber orquestado un mejor juego." Scary Larry, de GamePro, elogió la música, pero llegó a la conclusión de que los problemas con el modo de juego lo hacen un juego imprescindible para los aficionados de Star Wars, pero es una mala elección para cualquier otro jugador. Contrario a otros críticos, Shawn Smith de Electronic Gaming Monthly, afirmó que todos los estilos de jugabilidad en Shadows of the Empire estaban extremadamente bien hechos, y dijo que era el mejor juego de Star Wars que había jugado para cualquier consola o computadora. Los otros tres críticos de EGM fueron menos entusiastas, con uno de ellos resumiendo el juego como "un juego pobre de disparos en primera persona por encima de una increíble secuencia de la batalla de Hoth." John Broady, de GameSpot afirmó que "...el control, los ángulos de la cámara, y la frustrante función de guardado automático, evitan que el juego alcance su máximo potencial".
A pesar de la respuesta del juego como un todo, la mayoría de los críticos quedaron sorprendidos con el nivel de la batalla de Hoth, particularmente en el logro de recrear la escena de The Empire Strikes Back como una experiencia interactiva. El mes previo a su reseña del juego, el principal editor de EGM aclamó este nivel como un parteaguas para las adaptaciones de película a juego, anticipando una nueva era en la que los estudios cinematográficos tomarían en cuenta las posibles adaptaciones del juego al hacer una película.
EGM nombró a Shadows of the Empire como finalista de juego del año para el Nintendo 64, detrás de Super Mario 64. Aunque señalaron que había poca competencia en su categoría, ya que solo habían sido lanzados 8 juegos en Estados Unidos para la N64 en 1996. Calificaron el juego como un "tour-de-force que todos los fans de Star Wars deben probar." También lo calificaron como finalista por Mejor Música, detrás de Wipeout 2097.
En una revisión retrospectiva, Scott Alan Mariott de Allgame criticó las secuencias de disparos como "bastante aburridas, debido probablemente a la poco envolvente perspectiva en tercera persona."